# Hedychium pynursulaeanum
Hedychium pynursulaeanum är en enhjärtbladig växtart som beskrevs av Sudhanshu Kumar Jain och S.C.Srivast. Hedychium pynursulaeanum ingår i släktet Hedychium och familjen Zingiberaceae. Inga underarter finns listade i Catalogue of Life.